# Hans Pedersen
No s'ha de confondre amb el seu company d'equip als Jocs Olímpics d'Estiu de 1912 Hans Eiler Pedersen o amb Johannes Pedersen, un altre gimnasta danès.
Hans Pedersen (Højelse, Køge, Regió de Selàndia, 5 de novembre de 1887 – Kimmerslev, Køge, 22 de desembre de 1943) va ser un gimnasta artístic danès que va competir a començaments del segle xx.
El 1912 va prendre part en els Jocs Olímpics d'Estocolm, on va guanyar la medalla de plata en el concurs per equips, sistema suec del programa de gimnàstica. Vuit anys més tard, als Jocs d'Anvers, va revalidar la medalla de plata.